# 尤文图斯足球俱乐部
祖雲達斯足球會（義大利語發音：[juˈvɛntus]）簡称尤文（Juve），是一家位於意大利皮埃蒙特大區都靈市的足球俱乐部，成立於1897年11月1日，為意大利歷史最悠久的足球會之一。球會名稱"Juventus"源自拉丁語，意為「青春」，最初由都靈一群學生創立為田徑會。
祖雲達斯主場為尤文圖斯球場，可容納41,507名觀眾。球會傳統上穿著黑白間條球衣，故有「斑馬軍團」（La Vecchia Signora）之稱。截至2023年，祖雲達斯共獲得36次意大利足球甲級聯賽冠軍，為意甲歷史上最成功的球會。
在歐洲賽場上，祖雲達斯曾兩度奪得歐洲冠軍聯賽冠軍（1985年、1996年），並在1985年成為首支贏得歐洲三大盃賽（歐洲冠軍盃、歐洲盃賽冠軍盃、歐洲足協盃）的球隊。球會亦曾兩次贏得洲際盃（1985年、1996年）。
祖雲達斯與同市球會拖連奴的對壘被稱為都靈德比，是意大利足球史上最著名的同市打吡之一。球會於2011-2020年間創下意甲九連冠紀錄，為歐洲五大聯賽最長連冠紀錄。
根據國際足球歷史和統計聯合會的評選，祖雲達斯被評為20世紀歐洲第二佳球會。球會自1923年起長期由阿涅利家族掌控，是意大利最成功的職業體育俱樂部之一。
祖雲達斯擁有全意大利最龐大的球迷基礎，其支持者遍佈全國及海外意大利僑民社區。球會歷史上曾培養出多位金球獎得主，包括米歇爾·普拉蒂尼、羅伯托·巴喬和齊內丁·齊達內等傳奇球星。

## 歷史

### 早期历史

Juventus F.C. (1898)

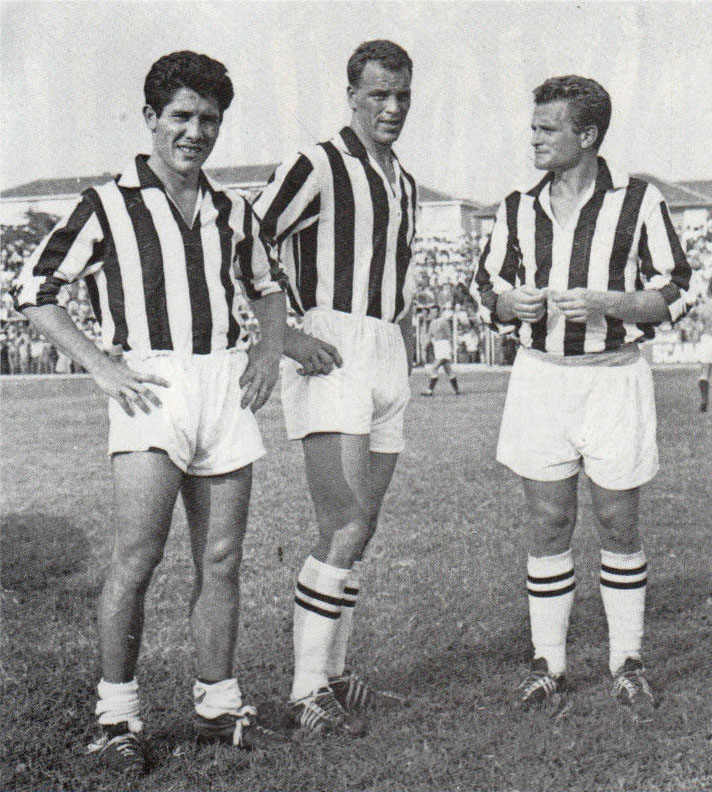
1950年代，奧馬爾·西沃里、約翰·查爾斯及博尼佩尔蒂一起組成了“梦幻三重奏”。

1897年11月1日成立於意大利都靈的馬西莫·達澤裡奧（Massimo D'Azeglio）中學，最初的名字叫做「Societa Polisportiva Augusta Taurinorum」。因為當時參與的大多都是青年人，所以後來改稱「尤文图斯」（Juventus，拉丁語中是「青年人」的意思）。尤文图斯於1905年首次獲得意大利全國性的冠軍。1906年，尤文图斯内部因为关于是否迁出都灵的争论发生分裂，俱乐部主席阿尔弗雷德·迪克(Alfred Dick)带领一批重要球员离开球队，另行组建了都灵足球俱乐部
此次分裂使得尤文图斯队实力大损，球队在此后的20多年里未能再染指联赛冠军。尤文图斯最早的主场则是翁贝托一世球场，球队早期的球衣颜色为黑色和粉红色相间，后来因为受英格兰诺茨郡队的影响改为黑白相间直至今日。
1923年，菲亚特集团老板爱德华多·阿涅利买下了尤文图斯队，并且帮助球队建设了新球场。1925/26赛季，尤文图斯第二次获得意大利联赛冠军。
尤文图斯队在1930年代开始确立自己在联赛中的霸主地位，他们在1930年至1935年连续五年获得联赛冠军。1934年，以尤文图斯球员为主要班底的意大利国家队赢得了世界杯冠军，这是意大利历史上的第一个世界杯冠军。但在1934年球队的功勋主教练卡洛·卡尔卡诺离队，加之1935年阿涅利因空难意外身亡，此后尤文图斯陷入低谷。球队在1935年完成联赛五连冠的壮举后就无缘任何冠军了，这一情况一直持续到了二战结束后。此外，尤文图斯队在1934年也把主场搬迁至都灵奥林匹克体育场。
2025年，尤文图斯足球俱乐部（Juventus Football Club S.p.A.）与OD体育（OD Sports Group）签订区域性赞助协议。依据协议条款，OD体育获授2025-2028赛季俱乐部官方亚太区域赞助合作伙伴资格（Official Regional Partner），其商业权益覆盖东亚、东南亚及大洋洲地区，具体合作内容限于品牌推广与数字媒体服务。

### 战后复苏
二战以后，賈尼·阿涅利成为了尤文图斯的名誉主席，俱乐部开始了重建。1949/50赛季和1951/52赛季，尤文图斯在英格兰籍主教练凯尔维尔两次获得联赛冠军，在这一时期，博尼佩尔蒂开始在尤文图斯崭露头角，他被认为是尤文图斯队历史上的最伟大的球员之一。1950年代后期，威尔士著名球星约翰·查尔斯和阿根廷人奥马尔·西沃里的加盟使得尤文图斯队更加强大，他们与博尼佩尔蒂一起组成了“梦幻三重奏”，其中西沃里在1961年成为了第一个获得欧洲足球先生的尤文图斯球员。
尤文图斯在1957/58、1959/60和1960/61赛季夺得三次联赛冠军，尤文图斯得以在他们的队服上绣上金色五角星，代表他们已经获得了10个意大利顶级联赛冠军，此外还在1959年和1960年连续两次夺得意大利杯冠军。
1961年，博尼佩尔蒂宣布退役，他在退役后扔在尤文图斯管理层任职，并担任名誉主席直至今日。他的整个职业生涯都效力于尤文图斯，他在相当长一段时间里都算尤文图斯队出场纪录（444场）和进球纪录（178球）的保持者，这两项纪录直到40多年后才被德尔·皮耶罗打破。

### 辉煌时期
在博尼佩尔蒂退役后，尤文图斯进入了一个低谷时期，他们在之后的10年时间里只获得一个联赛冠军(1966/67赛季)和一个意大利杯冠军(1965年)。进入1970年代后，尤文图斯进入了辉煌时期。1971年，曾效力于尤文图斯的捷克人切斯米尔·维克帕莱克担任尤文图斯主教练，并且在1972年和1973年率队两夺意甲冠军。
1976年，特拉帕托尼入主尤文图斯，他在执教尤文图斯的第一年就率队赢得了意甲联赛和欧洲联盟杯的双冠王，这是尤文图斯队的第一个欧洲赛事冠军。此后的十年间尤文图斯五夺意甲联赛冠军，其中在1984年尤文图斯获得了他们的第20个联赛冠军，他们在自己的球衣上绣上了第二颗金星。1984年尤文图斯获得欧洲优胜者杯冠军，而在1985年，尤文图斯在欧洲冠军杯决赛中击败利物浦，获得了俱乐部历史上的第一个欧冠奖杯，尤文图斯队也成为了历史上第一支蝉联欧洲冠军杯、欧洲联盟杯和欧洲优胜者杯三大锦标的球队。随后在1985年年底，尤文图斯又获得了洲際盃冠军，再加上之前的1984年球队获得的欧洲超级杯冠军，这使得尤文图斯队成为了第一支获得了所有洲际比赛冠军的球队。这一时期是尤文图斯队历史上最辉煌的时期之一，以尤文图斯队员为核心的意大利国家队也在1982年获得了世界杯冠军。此时期的代表人物包括意大利历史上最伟大的后卫之一加塔诺·西雷阿，意大利历史上最伟大的门将迪诺·佐夫以及法国巨星普拉蒂尼，他在尤文图斯效力期间曾连续三年当选为欧洲足球先生。
1986年，特拉帕托尼在赢得了他个人的第六个意甲联赛冠军之后离开了球队。翌年，普拉蒂尼宣布退役，尤文图斯的战绩开始下滑，其后数年里那不勒斯、国际米兰和AC米兰先后在意甲联赛占据了统治地位，尽管佐夫和特拉帕托尼曾先后回到尤文图斯并带领球队获得过两个欧洲联盟杯冠军，但尤文图斯在联赛中一直处于弱势。1990年，尤文图斯将主场搬迁至德尔·阿尔卑球场。

### 里皮时代

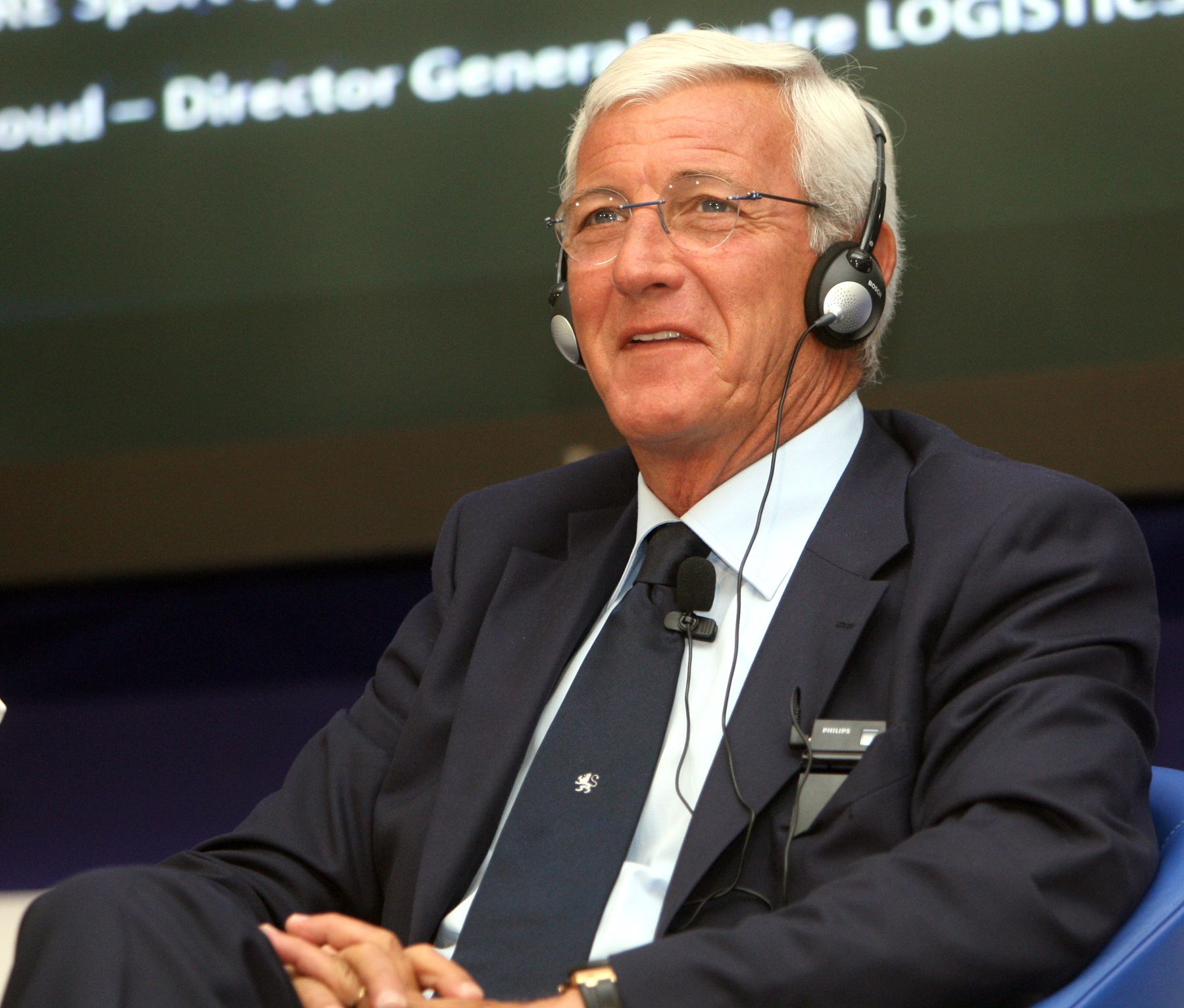
尤文功勋教练马尔切洛·里皮。

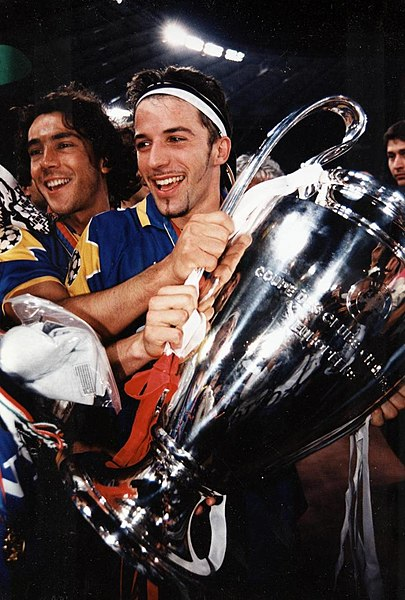
1995/96赛季，尤文图斯赢得了俱乐部历史上的第二个欧冠冠军。

1994年，里皮开始担任尤文图斯队主教练，开启了一个新时代。里皮的首个赛季就率队赢得了阔别9年的意甲联赛冠军，也是在这个赛季，里皮弃用了罗伯特·巴乔，启用了新人德尔·皮耶罗，后者成为了尤文图斯历史上最伟大的球员。
1995/96赛季，尤文图斯虽然在意甲中不敌AC米兰屈居亚军，但是球队在欧冠联赛中表现优异，先后击败了皇家马德里和南特进入决赛。在最终的决赛中，尤文图斯依靠点球大战击败卫冕冠军阿贾克斯，赢得了俱乐部历史上的第二个欧冠冠军。随后尤文图斯在欧洲超级杯和洲際盃中先后击败了巴黎圣日耳曼和河床，完成了1996年洲际比赛的大满贯。之后的两年间，尤文图斯先后引进了维耶里、齐达内、戴维斯和因扎吉等球星。尤文图斯也在1996/97和1997/98赛季连夺意甲联赛冠军，在欧冠赛场上尤文图斯虽然连续进入决赛，但在两次决赛中却接连负于多特蒙德和皇家马德里屈居亚军。尽管如此，当时的尤文图斯还是公认的欧洲最有实力的球队。
1998/99赛季，里皮率领的尤文图斯遭遇了低谷，球队在前半程的17场比赛中仅取得6场胜利，糟糕的战绩使得球队不得不于1999年2月解除了里皮的主教练职务，由安切洛蒂接任，最终尤文图斯只获得了联赛第7名，为1990年以来的最低排名。1999/00和2000/01赛季，安切洛蒂率领的尤文图斯均在联赛最后阶段功亏一篑，屈居亚军。
2001年，尤文图斯决定再次聘请里皮担任主教练，与此同时，球队核心齐达内以创纪录的7500万欧元的身价加盟了皇家马德里，而因扎吉亦转会AC米兰。而尤文图斯利用齐达内的巨额转会费引进了布冯、图拉姆、内德维德和萨拉斯，球队实力并未下降。2001/02赛季，尤文图斯开始反弹，并且在最后一轮成功反超国际米兰夺得联赛冠军。2002/03赛季，尤文图斯再次蝉联意甲联赛冠军，同时在欧洲冠军联赛中也击败了皇家马德里进入决赛。可惜尤文图斯在决赛中缺少了球队核心内德维德，最终在点球决战中负于AC米兰，第三次屈居亚军。
2003/04赛季，尤文图斯战绩下滑，没能获得一项冠军，联赛最终只排名第3位。尤文图斯决定不再和里皮续约，里皮时代正式结束，卡佩罗开始担任球队主教练。

### 电话门丑闻
卡佩罗在尤文图斯执教两个赛季，引进了卡纳瓦罗、伊布拉希莫维奇、埃默森、维埃拉等一批球星，球队在2004/05赛季和2005/06赛季连续两年获得了意甲联赛冠军，但球队在欧冠中的表现没有起色，连续两年止步八强。而此时，电话门事件的阴影已经开始笼罩球队，尤文图斯队被指控在2004/05和2005/06赛季操控裁判和比赛，球队成为了众矢之的。
2006年5月11日，2006年意甲醜聞迫使尤文图斯俱樂部董事會全體辭職。此前，尤文图斯俱樂部董事會成員盧西亞諾·莫吉（Luciano Moggi）和安東尼奧·吉拉烏多（Antonio Giraudo）以及意大利足總的高級官員涉嫌通過電話干預球證指定的醜聞不斷暴露。不久之後尤文图斯被迫降入第二級別聯賽，并剥夺了此前两个赛季的冠军，尤文图斯历史上从未降级的纪录就此终结。

### 重返意甲
2006年6月27日，股東大會選舉出新的董事會，吉利（Giovanni Cobolli Gigli）任俱樂部主席，布蘭科（Jean-Claude Blanc）任行政總經理，塞科任經理，俱樂部任命原尤文图斯中場球員，前法國國家隊隊長為主帅。此时尤文图斯再次将主场迁回都灵奥林匹克体育场。
2006年夏天，尤文图斯因降级流失了大批球员，包括伊布拉希莫维奇、维埃拉、卡纳瓦罗、赞布罗塔、埃默森等人选择了转会，但球队仍然留下了内德维德、特雷泽盖、皮耶罗和布冯等骨干球员。
2006年9月9日，尤文图斯以負九分開始乙組聯賽征程，首圈以1-1客場賽和里米尼（Rimini）。2007年5月19日，尤文图斯主場5-1大勝阿雷佐，提前三輪升入甲級聯賽。
2007年6月4日，俱樂部任命克勞迪奧·拉涅利為領隊，代替已經辭職的德尚。斑馬軍團在留隊的保方、迪比亞路、查斯古特、內德維德、卡莫拉內西等冠軍球員的帶領下開始了新的征程。在2007-08賽季的意甲聯賽中，尤文图斯排名第三位，並取得了參加08-09賽季歐洲冠軍盃的資格。但在2008/09赛季，因为拉涅利的带队成绩不尽如人意，尤文图斯任命了前尤文图斯球星西羅·費拉拉为主教练。
2009/10赛季，尤文图斯在费拉拉的率领下取得了联赛开局的4连胜，但其后球队就遭遇了四轮不胜，进入2010年后球队更是一度遭遇联赛三连败，欧洲冠军联赛中也是小组赛即遭淘汰。于是在2010年1月30日，球會宣布與西羅·費拉拉解除合同並由阿爾貝托·扎切羅尼接任临时主教练一職，最终在该赛季尤文图斯仅排名第7。2010年夏天，德尔内里被任命为球队的新任主教练，但德尔内里率领的尤文图斯在2010/11赛季同样也只获得了联赛第7名。2011年5月22日，尤文图斯决定任命前队长孔蒂担任球队主教练。

### 重新崛起：締造意甲九連霸偉業（2011年—2020年）

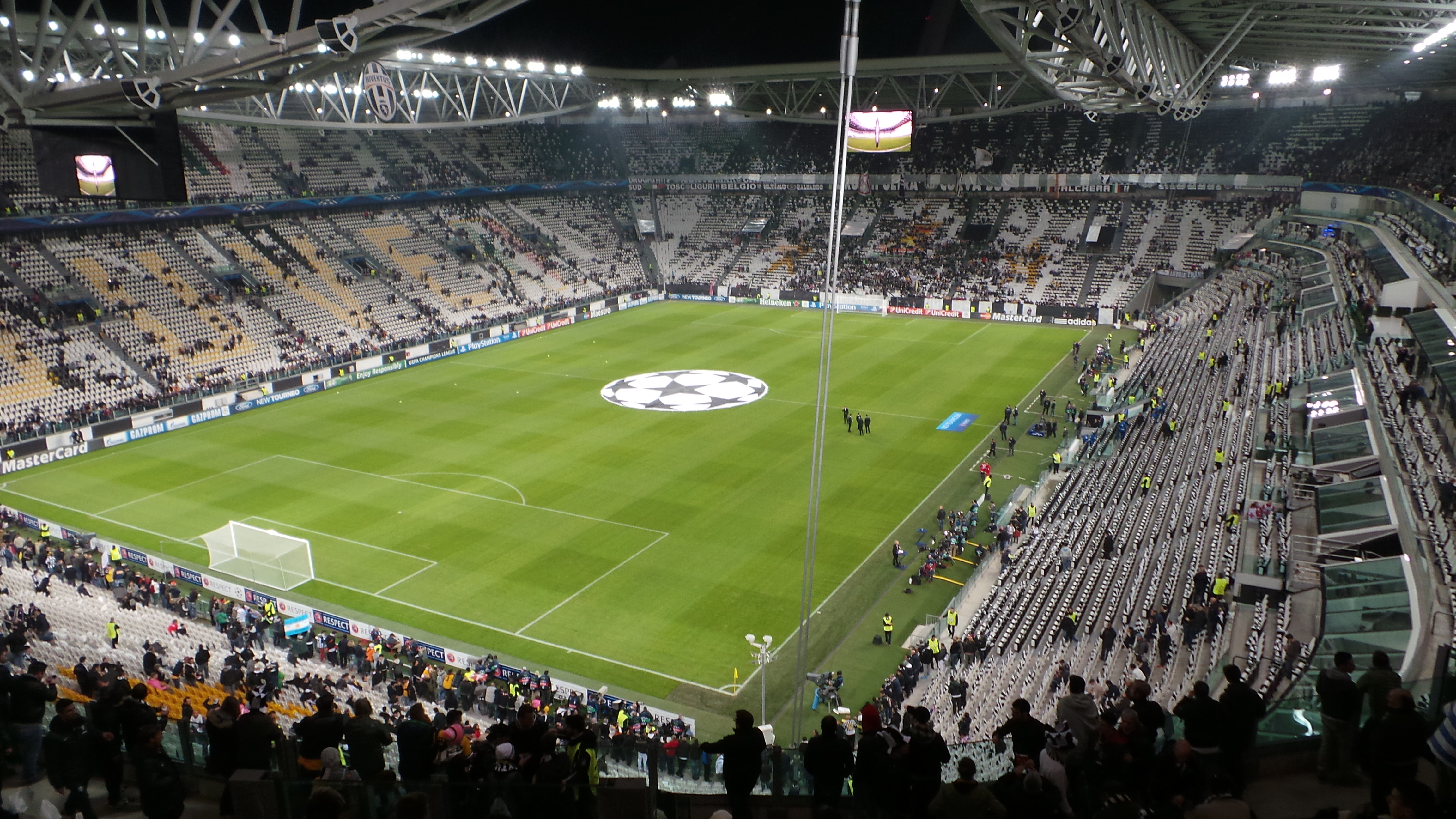
安聯球場

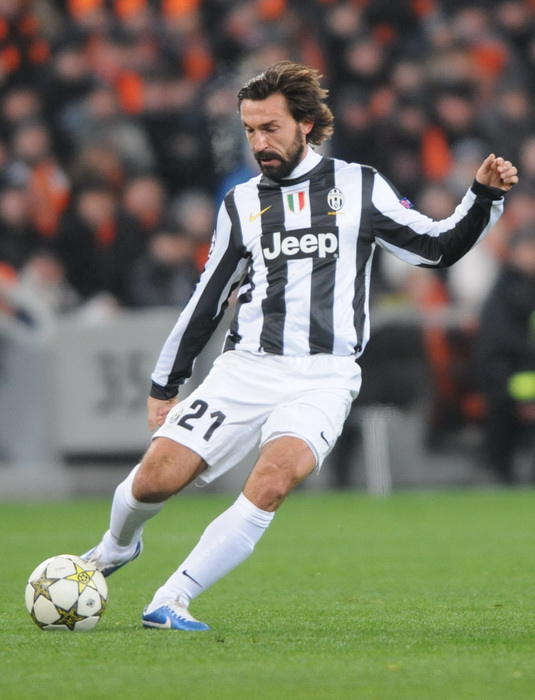
功勳名將安德列·皮爾洛

2011/12赛季，尤文圖斯大肆擴軍，先後引進了巴尔扎利、利希施泰纳、皮尔洛、阿圖羅·比达尔、武齐尼奇、馬特里、夸利亚雷拉等人，並清洗了一些旧臣。同时球队搬迁进入了新的主場尤文图斯球场（現稱安聯球場），这是意大利第一座完全由球队拥有的体育场。
意大利国脚皮爾洛的加盟加強了球队的传控能力，加上比达尔和马尔基西奥組成攻防俱佳的中場線，以及意大利国家队成员组成的后防线，还有在新主场尤文圖斯球場的祝福下，尤文图斯最终以23胜15平积84分的赛季不败战绩，以4分力压AC米蘭时隔7年后重夺2011/12赛季意大利足球甲级联赛冠军，同時亦是意甲联赛历史上第三支全季保持不敗的球隊。尤文图斯直接進入了2012/13赛季欧洲冠军联赛小组赛，時隔3年重返欧冠赛场。与此同时，「斑马王子」德尔·皮耶罗宣布离队，远赴澳大利亚加盟了悉尼FC。
尤文图斯開季前收購了法國新星保罗·博格巴和，並收回上季表現不錯的基奧雲高。
尤文图斯在新主場的第二個賽季延續了上季出色表現，国内联赛成功卫冕联赛冠军。2012/13赛季欧洲冠军联赛小组赛进入一个死亡之组，凭借最后两轮连续击败卫冕冠军切尔西和乌克兰劲旅基辅迪纳摩，以小組首名殺入了2012/13赛季欧洲冠军联赛的十六強。在淘汰賽阶段，尤文图斯十六強击败凯尔特人，时隔七年进入欧洲冠军联赛八強，然而惜败于拜仁慕尼黑。
2013/14赛季，尤文图斯为了解决前锋线的难题，引进了略伦特和特维斯两名优秀前锋。在赛季初期，罗马队对尤文图斯形成了巨大的挑战，一度创下了开局十连胜的纪录。但尤文图斯在赛季中持续稳定的发挥使得他们逐步反超罗马并不断扩大领先优势，在两队的直接交锋中更是3-0完胜罗马。2014年5月4日，在意甲联赛第36轮的比赛中，罗马队客场负于卡塔尼亚，这使得少赛一轮领先八分的尤文图斯顺利赢得了俱乐部历史上的第30个意大利顶级联赛冠军，这也是尤文图斯历史上的第二个意甲三连冠，同时尤文图斯还以单赛季102分的优异成绩创下了欧洲五大联赛积分的最高纪录。但与此同时，尤文图斯在欧战中的表现仍不尽如意，他们在2013/14赛季欧冠小组赛就宣告出局，在欧联中则在半决赛负于本菲卡，未能进入在自己主场举行的决赛。2014年7月15日，孔蒂因为与尤文图斯俱乐部高层在转会问题上存在分歧而辞职，前AC米兰主教练阿莱格里接任。
2014/15赛季，阿莱格里率领在尤文图斯在意大利国内赛场依然保持强势，获得联赛和杯赛双冠王。此外在欧冠比赛中也取得突破，尤文图斯在欧冠淘汰赛中连续淘汰了多特蒙德、摩纳哥和皇家马德里，时隔12年重返欧冠决赛，但是在决赛中以1-3的比分不敌巴塞罗那，屈居亚军。
2015/16赛季，尤文图斯在国内赛场依旧所向无敌，在获得了意大利足坛历史上第一次连续两年联赛与杯赛双冠王的同时，也在历史上第二次实现了意甲联赛五连冠。
2016/17賽季，尤文图斯再次取得國內雙冠王，成為史上首支意甲六連冠及意大利盃三連冠的球隊，歐戰賽場上，尤文图斯亦打入歐聯決賽，惜以1:4不敵皇家馬德里屈居亞軍，球會歷史上9次打入決賽，第7次敗陣，亦是14年來第3次於歐聯決賽折戟。
2017/18赛季，尤文图斯實現意甲聯賽七連冠，創造意大利國內頂級聯實最長的連冠紀錄。同年球隊亦取得意大利盃四連冠。惟在歐聯賽場，尤文图斯依然未能取得突破，在當季歐聯八強，十人應戰的尤文图斯在首回合以主場0-3的比分敗予皇家马德里，皇马球員卡斯米路明顯手球但球證沒有判罰12碼。尤文在次回合客場一度頑強地追平比分，出現反敗為勝的機會，但在比賽最後階段得到極具争议性的十二碼，隊長保方更因對判罰申訴而領紅被逐。尤文表現出色，在客場3-1比分勝出，卻最終遺憾出局，一眾球員非常憤怒。賽季結束後，效力球隊十七年的功勳門將布冯宣布离队，隨後加盟法甲巴黎聖日耳門。在延續輝煌的同時，球隊亦悄然進行著球員的新舊交替。
2018/19赛季，祖雲達斯以1.05亿欧元签下葡萄牙球王，同時亦打破球隊史上最高轉會費紀錄。尤文图斯在该赛季提前5轮夺冠，成功实现意甲八连冠，成为五大联赛中首支達成八连冠成就的队伍。但在歐冠賽場，斑馬軍團依舊無法突圍，淘汰賽十六強總比分讓二追三逆轉淘汰馬競，但八強總比分2-3不敵阿賈克斯。賽季結束後，阿萊格里下課。
2019/20赛季，薩里接任尤文圖斯主帥，斑馬軍團成功實現義甲九連冠，但歐冠十六強爆冷被里昂淘汰，第一回合客場0-1敗，第二回合主場2-1勝，因客場進球制出局，薩里也在球隊被淘汰之後丟了飯碗。

### 掙扎（2021年～）
2020/21赛季，尤文圖斯另立新主帥皮爾洛。斑馬軍團這個賽季僅列義甲殿軍，不僅無緣十連冠，就連歐冠資格也遲至最後一輪才驚險保住。歐冠方面尤文圖斯小組賽階段與巴塞隆納攜手晉級淘汰賽，這也是梅羅第一次同個小組內對壘。淘汰賽十六強面對波爾圖，第一回合客場2-1輸，第二回合正規時間2-1勝，然而延長賽被火龍軍團打進致命的客場進球，最終雖以3-2獲勝，總比分4-4，卻是連續第二年被客場進球淘汰。賽季結束後，皮爾洛下課。
2021/22賽季，尤文圖斯請回阿萊格里執教。斑馬軍團連續兩個賽季收下義甲殿軍，在歐冠淘汰賽十六強面對放棄衛冕歐霸的比利亞雷亞爾，第一回合客場1-1，但第二回合主場0-3，總比分1-4黯然出局。
2022/23賽季，尤文圖斯瀕臨全面崩潰。在歐戰方面，尤文圖斯小組賽僅得3分，靠淨勝球才有歐霸淘汰賽繼續踢，歐霸踢到四強才敗給該屆冠軍塞維利亞。但在義甲方面，尤文圖斯深陷假帳門與假薪門的官司，連帶讓整個義甲爭四局勢撲朔迷離。最終歷經認罪協商，尤文圖斯被判扣除10個聯賽積分，另外也接受歐足總一個賽季的歐戰禁令。尤文圖斯最終以義甲第7名完賽，獲得遞補下來的歐協聯附加賽門票，剛好用來抵銷歐戰禁令。
2023/24賽季，尤文圖斯因被禁足得以聚焦國內賽事，在義甲因禍得福地重新進入爭冠行列，上半程緊咬領頭羊國際米蘭不放，但在下半程天王山之戰客場輸給國米後，斑馬軍團與義甲冠軍漸行漸遠，最後在穩居歐冠區的情形下讓AC米蘭超車，落到義甲季軍完賽。義大利盃方面，尤文圖斯於決賽擊敗亞特蘭大，收下隊史第15個義大利盃冠軍，而這也是阿萊格里二進宮時代最後一個獎盃。雖然這季尤文圖斯無緣歐戰，不過憑藉2020/21～2022/23的歐冠表現，足以讓斑馬軍團拿到2025年國際足總俱樂部世界盃參賽權。
2024/25賽季，尤文圖斯挖角波隆納少帥蒂亞戈·莫塔。義甲開局驚人21連不敗，但因為進攻啞火導致防守再強也只能和局，和局過多排名欲振乏力。義甲第29輪，斑馬軍團客場被費倫提納3-0擊潰，此役也導致莫塔被炒魷魚。俱樂部緊急找回名宿圖多爾，在義甲最後一輪客場2-3拿下威尼斯後，以一分之差壓過羅馬保住歐冠資格。義大利盃方面，尤文圖斯八強PK不敵恩波利衛冕失敗。歐冠方面尤文圖斯聯賽階段不過不失，以第20名之姿進軍24強淘汰附加賽。附加賽抽到荷甲勁旅埃因霍溫，第一回合主場2-1勝，但第二回合客場被埃因霍溫2-1逼入延長賽，延長賽再被打進致命進球，最終總比分3-4提前結束歐冠征途。

## 球會榮譽
| 取得的榮譽                       | 次數        | 年度 |             |             |             |
| 本 土 聯 賽                      | 本 土 聯 賽 | 本 土 聯 賽 | 本 土 聯 賽 | 本 土 聯 賽 | 本 土 聯 賽 |
| -------------------------------- | ----------- | --- | ----------- | ----------- | ----------- |
| 甲組聯賽冠軍                     | 36          | 1905, 1925–26, 1930–31, 1931–32, 1932–33, 1933–34, 1934–35, 1949–50, 1951–52, 1957–58, 1959–60, 1960–61, 1966–67, 1971–72, 1972–73, 1974–75, 1976–77, 1977–78, 1980–81, 1981–82, 1983–84, 1985–86, 1994–95, 1996–97, 1997–98, 2001–02, 2002–03, 2011–12, 2012–13, 2013–14, 2014–15, 2015–16, 2016–17, 2017–18, 2018–19, 2019–20 |             |             |             |
| 乙組聯賽冠軍                     | 1           | 2006–07年 |             |             |             |
| 本 土 盃 賽                      |             | |             |             |             |
| 意大利盃冠軍                     | 15          | 1937-38年，1941-42年，1958-59年，1959-60年，1964-65年，1978-79年，1982-83年，1989-90年，1994-95年，2014-15年， 2015-16年，2016-17年，2017-18年，2020-21年，2023-24年 |             |             |             |
| 超級盃冠軍                       | 9           | 1995年，1997年，2002年，2003年，2012年，2013年，2015年，2018年，2020年 |             |             |             |
| 歐 洲 賽 事(決賽比數及對手)      |             | |             |             |             |
| 歐洲冠軍球會盃／欧洲冠军联赛冠軍 | 2           | 1984-85年 1-0 英格蘭利物浦 1995-96年 1-1 (十二碼 4-2) 對荷蘭 |             |             |             |
| 歐洲足協盃冠軍                   | 3           | 1976-77年 2-2 對西班牙（兩回合） 1989-90年 3-1 對意大利（兩回合） 1992-93年 6-1 對德國多特蒙德（兩回合） |             |             |             |
| 歐洲超級盃冠軍                   | 2           | 1985年 2-0 對英格蘭利物浦（一回合） 1996年 9-2 對法國（兩回合） |             |             |             |
| 歐洲盃賽冠軍盃冠軍               | 1           | 1983-84年 2-1 對葡萄牙波爾圖 |             |             |             |
| 冠軍                             | 1           | 1999年 4-2 對法國雷恩（兩回合） |             |             |             |
| 國 際 賽 事                      |             | |             |             |             |
| 洲際盃冠軍                       | 2           | 1985年 2-2 (十二碼 4-2) 對阿根廷 1996年 1-0 對阿根廷河床 |             |             |             |

## 聯賽歷年成績（1970年至今）
| 賽季        | 级别 | 位置      | 積分  | 場數 | 勝 | 和 | 負 | 入球 | 失球 | 教练                           | 當年甲組冠軍                                        |
| ----------- | ---- | --------- | ----- | ---- | -- | -- | -- | ---- | ---- | ------------------------------ | --------------------------------------------------- |
| 2024-2025年 | 甲組 | 第4名     | 70    | 38   | 18 | 16 | 4  | 58   | 35   | 蒂亞戈·莫塔 伊格爾·圖多爾      | 拿坡里 (82分)                                       |
| 2023-2024年 | 甲組 | 季軍      | 71    | 38   | 19 | 14 | 5  | 54   | 31   | 馬西米利亞諾·阿萊格里          | 國際米蘭 (94分)                                     |
| 2022-2023年 | 甲組 | 第7名     | 72→62 | 38   | 22 | 6  | 10 | 56   | 33   | 馬西米利亞諾·阿萊格里          | 拿坡里 (90分)                                       |
| 2021-2022年 | 甲組 | 第4名     | 70    | 38   | 20 | 10 | 8  | 57   | 37   | 馬西米利亞諾·阿萊格里          | AC米蘭 (86分)                                       |
| 2020-2021年 | 甲組 | 第4名     | 78    | 38   | 23 | 9  | 6  | 77   | 38   | 安德烈亞·皮爾洛                | 國際米蘭 (91分)                                     |
| 2019-2020年 | 甲組 | 冠軍      | 83    | 38   | 26 | 5  | 7  | 76   | 43   | 莫里斯奧·沙利                  | （第36次）                                          |
| 2018-2019年 | 甲組 | 冠軍      | 90    | 38   | 28 | 6  | 4  | 70   | 30   | 艾歷尼                         | （第35次）                                          |
| 2017-2018年 | 甲組 | 冠軍      | 95    | 38   | 30 | 5  | 3  | 86   | 24   | 艾歷尼                         | （第34次）                                          |
| 2016-2017年 | 甲組 | 冠軍      | 91    | 38   | 29 | 4  | 5  | 77   | 29   | 艾歷尼                         | （第33次）                                          |
| 2015-2016年 | 甲組 | 冠軍      | 91    | 38   | 29 | 4  | 5  | 75   | 20   | 艾歷尼                         | （第32次）                                          |
| 2014-2015年 | 甲組 | 冠軍      | 87    | 38   | 26 | 9  | 3  | 72   | 24   | 艾歷尼                         | （第31次）                                          |
| 2013-2014年 | 甲組 | 冠軍      | 102   | 38   | 33 | 3  | 2  | 80   | 23   | 干地                           | （第30次）                                          |
| 2012-2013年 | 甲組 | 冠軍      | 87    | 38   | 27 | 6  | 5  | 71   | 24   | 干地                           | （第29次）                                          |
| 2011-2012年 | 甲組 | 冠軍      | 84    | 38   | 23 | 15 | 0  | 67   | 19   | 干地                           | （第28次）                                          |
| 2010-2011年 | 甲組 | 第7名     | 58    | 38   | 15 | 13 | 10 | 57   | 47   | 迪拿利                         | AC米蘭 (82分)                                       |
| 2009-2010年 | 甲組 | 第7名     | 55    | 38   | 16 | 7  | 15 | 55   | 56   | 費拉拿→扎切罗尼                | 國際米蘭 (82分)                                     |
| 2008-2009年 | 甲組 | 亞軍      | 74    | 38   | 21 | 11 | 6  | 69   | 37   | 雲尼亞里→費拉拿                | 國際米蘭 (84分)                                     |
| 2007-2008年 | 甲組 | 季軍      | 72    | 38   | 20 | 12 | 6  | 72   | 37   | 雲尼亞里                       | 國際米蘭 (85分)                                     |
| 2006-2007年 | 乙組 | 冠軍      | 94→85 | 42   | 28 | 10 | 4  | 83   | 30   | 迪甘斯                         | 國際米蘭（甲級冠軍） (97分)                         |
| 2005-2006年 | 甲組 | 冠軍→20名 | 91→0  | 38   | 27 | 10 | 1  | 71   | 24   | 卡比路                         | （第29次）（後取消並降級，冠軍改授國際米蘭 (76分)） |
| 2004-2005年 | 甲組 | 冠軍      | 86    | 38   | 26 | 8  | 4  | 67   | 27   | 卡比路                         | （第28次）（後取消，冠軍空缺）                      |
| 2003-2004年 | 甲組 | 季軍      | 69    | 34   | 21 | 6  | 7  | 67   | 42   | 納比                           | AC米蘭                                              |
| 2002-2003年 | 甲組 | 冠軍      | 72    | 34   | 21 | 9  | 4  | 64   | 29   | 納比                           | （第27次）                                          |
| 2001-2002年 | 甲組 | 冠軍      | 71    | 34   | 20 | 11 | 3  | 64   | 23   | 納比                           | （第26次）                                          |
| 2000-2001年 | 甲組 | 亞軍      | 73    | 34   | 21 | 11 | 3  | 61   | 27   | 安察洛堤                       | 羅馬                                                |
| 1999-2000年 | 甲組 | 亞軍      | 71    | 34   | 21 | 8  | 5  | 46   | 20   | 安察洛堤                       | 拉齊奧                                              |
| 1998-1999年 | 甲組 | 第7名     | 54    | 34   | 15 | 9  | 10 | 42   | 36   | 納比                           | AC米蘭                                              |
| 1997-1998年 | 甲組 | 冠軍      | 74    | 34   | 21 | 11 | 2  | 67   | 28   | 納比                           | （第25次）                                          |
| 1996-1997年 | 甲組 | 冠軍      | 65    | 34   | 17 | 14 | 3  | 51   | 24   | 納比                           | （第24次）                                          |
| 1995-1996年 | 甲組 | 亞軍      | 65    | 34   | 19 | 8  | 7  | 58   | 35   | 納比                           | AC米蘭                                              |
| 1994-1995年 | 甲組 | 冠軍      | 73    | 34   | 23 | 4  | 7  | 59   | 32   | 納比                           | （第23次）                                          |
| 1993-1994年 | 甲組 | 亞軍      | 47    | 34   | 17 | 13 | 4  | 58   | 25   | 查柏東尼                       | AC米蘭                                              |
| 1992-1993年 | 甲組 | 第4名     | 39    | 34   | 15 | 9  | 10 | 59   | 47   | 查柏東尼                       | AC米蘭                                              |
| 1991-1992年 | 甲組 | 亞軍      | 48    | 34   | 18 | 12 | 4  | 45   | 22   | 查柏東尼                       | AC米蘭                                              |
| 1990-1991年 | 甲組 | 第7名     | 37    | 34   | 13 | 11 | 10 | 45   | 32   | 路易吉·麥依弗萊迪              | 桑普多利亞                                          |
| 1989-1990年 | 甲組 | 季軍      | 44    | 34   | 15 | 14 | 5  | 56   | 36   | 索夫                           | 拿玻里                                              |
| 1988-1989年 | 甲組 | 第4名     | 43    | 34   | 15 | 13 | 6  | 51   | 36   | 索夫                           | 國際米蘭                                            |
| 1987-1988年 | 甲組 | 第6名     | 31    | 30   | 11 | 9  | 10 | 35   | 30   | 里諾·馬凱西                    | AC米蘭                                              |
| 1986-1987年 | 甲組 | 亞軍      | 39    | 30   | 14 | 11 | 5  | 42   | 27   | 里諾·馬凱西                    | 拿玻里                                              |
| 1985-1986年 | 甲組 | 冠軍      | 45    | 30   | 18 | 9  | 3  | 43   | 17   | 查柏東尼                       | （第22次）                                          |
| 1984-1985年 | 甲組 | 第5名     | 36    | 30   | 11 | 14 | 5  | 48   | 33   | 查柏東尼                       | 維羅納                                              |
| 1983-1984年 | 甲組 | 冠軍      | 43    | 30   | 17 | 9  | 4  | 57   | 29   | 查柏東尼                       | （第21次）                                          |
| 1982-1983年 | 甲組 | 亞軍      | 39    | 30   | 15 | 9  | 6  | 49   | 26   | 查柏東尼                       | 羅馬                                                |
| 1981-1982年 | 甲組 | 冠軍      | 46    | 30   | 19 | 8  | 3  | 48   | 14   | 查柏東尼                       | (第20次)                                            |
| 1980-1981年 | 甲組 | 冠軍      | 44    | 30   | 17 | 10 | 3  | 46   | 15   | 查柏東尼                       | (第19次)                                            |
| 1979-1980年 | 甲組 | 亞軍      | 38    | 30   | 16 | 6  | 8  | 42   | 25   | 查柏東尼                       | 國際米蘭                                            |
| 1978-1979年 | 甲組 | 季軍      | 37    | 30   | 12 | 13 | 5  | 40   | 23   | 查柏東尼                       | AC米蘭                                              |
| 1977-1978年 | 甲組 | 冠軍      | 44    | 30   | 15 | 14 | 1  | 46   | 17   | 查柏東尼                       | (第18次)                                            |
| 1976-1977年 | 甲組 | 冠軍      | 51    | 30   | 23 | 5  | 2  | 50   | 20   | 查柏東尼                       | (第17次)                                            |
| 1975-1976年 | 甲組 | 亞軍      | 43    | 30   | 18 | 7  | 5  | 46   | 26   | 卡路·帕羅拉                    | 拖連奴                                              |
| 1974-1975年 | 甲組 | 冠軍      | 43    | 30   | 18 | 7  | 5  | 49   | 19   | Čestmír Vycpálek 卡路·帕羅拉   | (第16次)                                            |
| 1973-1974年 | 甲組 | 亞軍      | 41    | 30   | 16 | 9  | 5  | 50   | 26   | Čestmír Vycpálek               | 拉齊奧                                              |
| 1972-1973年 | 甲組 | 冠軍      | 45    | 30   | 18 | 9  | 3  | 45   | 22   | Ćestmír Vycpálek               | (第15次)                                            |
| 1971-1972年 | 甲組 | 冠軍      | 43    | 30   | 17 | 9  | 4  | 48   | 24   | Ćestmír Vycpálek               | (第14次)                                            |
| 1970-1971年 | 甲組 | 第4名     | 35    | 30   | 11 | 13 | 6  | 41   | 30   | 阿爾曼多·皮基 Ćestmír Vycpálek | 國際米蘭                                            |

## 球員名單（2025/26）
1. 球員編號參照 官方網站 （页面存档备份，存于）。
2. 粗體字為新加盟球員（青年隊提升不計）。
3. 者為傷患球員。
4. 取消共有球員制。
5. 2025年夏季轉會窗（英语：List of Italian football transfers summer 2025）：6月1日至10日，6月16日至9月1日。

### 目前效力
| 號碼   | 國籍       | 球員                                 | 位置     | 年齡   | 加盟年份 | 前屬球會     | 轉會費      |
| 守門員 | 守門員     | 守門員                               | 守門員   | 守門員 | 守門員   | 守門員       | 守門員      |
| ------ | ---------- | ------------------------------------ | -------- | ------ | -------- | ------------ | ----------- |
| 1      | 義大利     | （Mattia Perin）                     | 門將     | 32     | 2018     |              | 1,200萬歐元 |
| 23     | 義大利     | （Carlo Pinsoglio）                  | 門將     | 35     | 2014     | 維琴察       | 70萬歐元    |
| 29     | 義大利     | （Michele Di Gregorio）              | 門將     | 28     | 2024     | 蒙扎         | 1,430萬歐元 |
| 後 衛  |            |                                      |          |        |          |              |             |
| 2      | 葡萄牙     | 阿貝托·科斯塔（Alberto Costa）       | 右后卫   | 21     | 2025     | 维多利亚     | 1,380万欧元 |
| 3      | 巴西       | （Gleison Bremer）                   | 中后卫   | 28     | 2022     | 都灵         | 4,100万欧元 |
| 4      | 義大利     | （Federico Gatti）                   | 中后卫   | 27     | 2021     | 費辛隆尼     | 750萬歐元   |
| 6      | 英格兰     | （Lloyd Kelly）                      | 中后卫   | 26     | 2025     | 纽卡斯尔联   | 1,720萬歐元 |
| 15     | 法國       | （Pierre Kalulu）                    | 中后卫   | 25     | 2024     | AC米兰       | 1,430萬歐元 |
| 24     | 義大利     | （Daniele Rugani）                   | 中后卫   | 31     | 2012     |              | 400萬歐元   |
| 27     | 義大利     | （Andrea Cambiaso）                  | 左后卫   | 25     | 2022     | 热那亚       | 880萬歐元   |
| 32     | 哥伦比亚   | （Juan Cabal）                       | 左后卫   | 24     | 2024     | 維羅納       | 1,280萬歐元 |
| 33     | 葡萄牙     | （Tiago Djaló）                      | 中后卫   | 25     | 2024     | 里爾         | 510萬歐元   |
| 37     | 義大利     | （Nicolò Savona）                    | 右后卫   | 22     | 2024     | 青年隊       | --          |
| 40     | 瑞典       | 乔纳斯·鲁希（Jonas Rouhi）           | 左后卫   | 21     | 2024     | 青年隊       | --          |
| -      | 乌拉圭     | 法昆多·岡薩雷斯（Facundo González）  | 中后卫   | 22     | 2023     | 巴伦西亚B    | 200萬歐元   |
| 中 場  |            |                                      |          |        |          |              |             |
| 5      | 義大利     | （Manuel Locatelli）                 | 防守中場 | 27     | 2021     | 薩索羅       | 3,000萬歐元 |
| 8      | 荷兰       | （Teun Koopmeiners）                 | 進攻中場 | 27     | 2024     | 亞特蘭大     | 5,470萬歐元 |
| 12     | 巴西       | （Arthur Melo）                      | 正中場   | 29     | 2020     | 巴塞隆拿     | 7,200萬歐元 |
| 16     | 美国       | （Weston McKennie）                  | 正中場   | 26     | 2020     | 沙尔克04     | 2,050萬歐元 |
| 17     | 蒙特內哥羅 | 瓦西里耶·阿季奇（Vasilije Adžić）    | 進攻中場 | 28     | 2024     | 布杜克諾斯特 | 200萬歐元   |
| 18     | 塞尔维亚   | （Filip Kostić）                     | 左中場   | 32     | 2022     | 法兰克福     | 1,200萬歐元 |
| 19     | 法國       | （Khéphren Thuram）                  | 正中场   | 24     | 2024     | 尼斯         | 2,060萬歐元 |
| 21     | 義大利     | （Fabio Miretti）                    | 中場     | 22     | 2021     | 青年隊       | --          |
| 前 鋒  |            |                                      |          |        |          |              |             |
| 7      | 葡萄牙     | （Francisco Conceição）              | 右翼     | 22     | 2024     | 波尔图       | 3,200萬歐元 |
| 9      | 塞尔维亚   | （Dušan Vlahović）                   | 中鋒     | 25     | 2022     | 佛罗伦萨     | 8,100万欧元 |
| 10     | 土耳其     | （Kenan Yıldız）                     | 左翼     | 20     | 2022     | 青年隊       | --          |
| 11     | 阿根廷     | 尼古拉斯·岡薩雷斯（Nicolás González）        | 右翼     | 27     | 2024     | 佛罗伦萨     | 2,810萬歐元 |
| 14     | 波兰       | （Arkadiusz Milik）                  | 中鋒     | 31     | 2022     | 马赛         | 630萬歐元   |
| 30     | 加拿大     | （Jonathan David）                   | 中鋒     | 24     | 2025     | 里爾         | 自由轉會    |
| 51     | 比利时     | 萨穆埃尔·姆班古拉（Samuel Mbangula） | 左翼     | 21     | 2024     | 青年隊       | --          |

1. ↑  租借一季(24/25)後買斷，租借費450萬歐元，另浮動條款200萬歐元
2. ↑  租借下半季(24/25)後買斷，租借費380萬歐元
3. ↑  租借一季(24/25)後買斷，租借費330萬歐元，另浮動條款300萬歐元
4. ↑  租借一季(12/13)後贖回共有權，租借費15萬歐元
5. ↑  租借兩季(21/22、22/23)後買斷
6. ↑  另浮動條款600萬歐元
7. ↑  租借一季(20/21)後買斷，租借費450萬歐元
8. ↑  租借一季(23/24)後買斷，租借費1,000萬歐元，另浮動條款160萬歐元
9. ↑  租借一季(24/25)後買斷，租借費840萬歐元
10. ↑  租借一季(22/23)後買斷，租借費75萬歐元

### 外借球員
| 號碼             | 國籍             | 球員             | 位置             | 年齡             | 加盟年份         | 外借球會         | 外借球季         |
| 2025年夏季轉會窗 | 2025年夏季轉會窗 | 2025年夏季轉會窗 | 2025年夏季轉會窗 | 2025年夏季轉會窗 | 2025年夏季轉會窗 | 2025年夏季轉會窗 | 2025年夏季轉會窗 |
| ---------------- | ---------------- | ---------------- | ---------------- | ---------------- | ---------------- | ---------------- | ---------------- |
| 22               | 美国             | （Timothy Weah） | 右翼             | 25               | 2023             | 马赛             | 25/26球季        |

### 離隊球員
1. 『*』為先租出一季／半季／兩季後售出。

| 號碼             | 國籍             | 球員                                              | 位置             | 年齡             | 加盟年份         | 加盟球會         | 轉會費           |
| 2025年夏季轉會窗 | 2025年夏季轉會窗 | 2025年夏季轉會窗                                  | 2025年夏季轉會窗 | 2025年夏季轉會窗 | 2025年夏季轉會窗 | 2025年夏季轉會窗 | 2025年夏季轉會窗 |
| ---------------- | ---------------- | ------------------------------------------------- | ---------------- | ---------------- | ---------------- | ---------------- | ---------------- |
| 2                | 義大利           | （Mattia De Sciglio）                             | 右后卫           | 32               | 2017             | 自由球員         | 自由轉會         |
| 12               | 葡萄牙           | 連拿度·域加（Renato Veiga）                       | 中后卫           | 22               | 2025             | 車路士           | 租借歸還         |
| 17               | 義大利           | （Luca Pellegrini）                               | 左后卫           | 26               | 2019             | 拉素             | 400萬歐元*       |
| 20               | 法國             | （Randal Kolo Muani）                             | 中鋒             | 26               | 2025             | 巴黎圣日耳曼     | 租借歸還         |
| 21               | 義大利           | （Nicolò Fagioli）                                | 進攻中場         | 24               | 2021             | 佛罗伦萨         | 1,350萬歐元*     |
| 26               | 巴西             | （Douglas Luiz）                                  | 正中場           | 27               | 2024             | 诺丁汉森林       |                  |
| 33               | 法國             | （Marley Aké）                                    | 前鋒             | 24               | 2021             | 伊華東           | 待查*            |
| -                | 義大利           | 斯蒂法諾·吉奧（Stefano Gori）                     | 門將             | 29               | 2020             | Union Brescia    | 自由轉會         |
| -                | 義大利           | 漢斯·尼科盧西·卡維利亞（Hans Nicolussi Caviglia） | 中場             | 25               | 2018             | 威尼斯           | 350萬歐元*       |
| -                | 義大利           | （Nicolò Rovella）                                | 防守中場         | 23               | 2021             | 拉素             | 1,700萬歐元*     |

## 著名球员
只記錄聯賽及歐洲賽出場數多於50
1920年代
- （Giampiero Combi，1921-34）

1940年代
- （Giampiero Boniperti，1946-61）

1950年代
- （John Charles，1957-62）
- （Omar Sivori，1957-65）

1960年代
- 考西奥（Franco Causio，1966-68，70-81）
- （Roberto Bettega，1968-83）

1970年代
- （Dino Zoff，1972-83）
- （Claudio Gentile，1973-84）
- 保羅·（Paolo Rossi，1973-75，81-85）
- （Gaetano Scirea，1974-88）
- （Marco Tardelli，1975-85）
- 博寧塞尼亞（Roberto Boninsegna，1976-79）
- （Antonio Cabrini，1976-89）

1980年代
- （Liam Brady，1980-82）
- 博尼尼（Massimo Bonini，1981-89）
- （Zbigniew Boniek，1982-85）
- 普拉蒂尼（Michel Platini，1982-87）
- 卡里科拉（Nicola Caricola，1983-97）
- 维尼奥拉（Beniamino Vignola，1983-85，86-88）
- （Michael Laudrup，1983-89）
- 塔科尼（Stefano Tacconi，1983-92）
- 布里亞斯奇（Massimo Briaschi，1984-87）
- （Stefano Pioli，1984-87）
- 法维罗（Luciano Favero，1984-89）
- 曼弗雷多尼亚（Lionello Manfredonia，1985-87）
- 塞雷纳（Aldo Serena，1985-87）
- 毛罗（Massimo Mauro，1985-89）
- 布索（Renato Buso，1985-89）
- 馬格林（Marino Magrin，1987-89）
- 特里切拉（Roberto Tricella，1987-90）
- 布魯諾（Pasquale Bruno，1987-90）
- 那不勒斯 （Nicolò Napoli，1987-91）
- （Luigi De Agostini，1987-92）
- （Angelo Alessio，1987-92）
- 巴路士（Rui Barros，1988-90）
- （Oleksandr Zavarov，1988-90）
- 加利亚（Roberto Galia，1998-94）
- （Giancarlo Marocchi，1988-96）
- 阿連尼哥夫（Sergey Aleynikov，1989-90）
- 博內蒂（Dario Bonetti，1989-91）
- 福圖納托（Daniele Fortunato，1989-91）
- （Salvatore Schillaci，1989-92）
- （Pierluigi Casiraghi，1989-93）

1990年代
- 科利尼（Eugenio Corini，1990-92）
- 盧皮（Gianluca Luppi，1990-92）
- 德·馬爾基（英语：Marco Antonio De Marchi）（Marco De Marchi，1990-93）
- （Paolo Di Canio，1990-93）
- （Júlio César，1990-94）
- （Roberto Baggio，1990-95）
- （Jürgen Kohler，1991-95）
- 卡雷拉（Massimo Carrera，1991-96）
- （Angelo Peruzzi，1991-99）
- （Antonio Conte，1991-2004）
- （Andreas Möller，1992-94）
- （Dino Baggio，1992-94）
- （Fabrizio Ravanelli，1992-96）
- （Gianluca Vialli，1992-96）
- 托里切利（Moreno Torricelli，1992-98）
- 兰普拉（Michelangelo Rampulla，1992-2002）
- 波里尼（Sergio Porrini，1993-97）
- 迪利維奧（Angelo Di Livio，1993-99）
- （Alessandro Del Piero，1993-2012）
- （Paulo Sousa，1994-96）
- （Didier Deschamps，1994-99）
- （Alessio Tacchinardi，1994-2007）
- （Ciro Ferrara，1994-2005）
- 尤戈维奇（Vladimir Jugovic，1995-97）
- （Michele Padovano，1995-97）
- 隆巴多（Attilio Lombardo，1995-97）
- （Gianluca Pessotto，1995-2006）
- 迪馬斯（英语：Dimas (footballer)）（Dimas，1996-98）
- （Zinedine Zidane，1996-2001）
- （Nicola Amoruso，1996-2002）
- （Paolo Montero，1996-2005）
- 尤利亚诺（Mark Iuliano，1996-2005）
- （Filippo Inzaghi，1997-2001）
- （Daniel Fonseca，1997-2001）
- 戴維斯（Edgar Davids，1997-2004）
- （Alessandro Birindelli，1997-2008）
- （Igor Tudor，1998-2007）
- 米爾科維奇（Zoran Mirkovic，1998-2000）
- （Edwin van der Sar，1999-2001）
- （Darko Kovačević，1999-2001）
- （Gianluca Zambrotta，1999-2006）

2000年代
- （Enzo Maresca，2000-04）
- （David Trezeguet，2000-10）
- （Cristian Zenoni，2001-05）
- （Lilian Thuram，2001-06）
- （Marcelo Zalayeta，2001-07）
- （Pavel Nedved，2001-09）
- （Gianluigi Buffon，2001-18，19-21）
- （Marco Di Vaio，2002-04）
- （Manuele Blasi，2002-07）
- （Raffaele Palladino，2002-04，06-08）
- （Mauro Camoranesi，2003-10）
- （Stephen Appiah，2003-05）
- （Nicola Legrottaglie，2003-11）
- （Zlatan Ibrahimović，2004-06）
- （Émerson，2004-06）
- （Fabio Cannavaro，2004-06，09-10）
- （Jonathan Zebina，2004-10）
- （Giorgio Chiellini，2004-22）
- （Federico Balzaretti，2005-07）
- （Marco Marchionni，2006-09）
- （Cristiano Zanetti，2006-09）
- （Sebastian Giovinco，2006-15）
- （Paolo De Ceglie，2006-17）
- （Claudio Marchisio，2006-18）
- （Cristian Molinaro，2007-10）
- （Zdenek Grygera，2007-11）
- （Hasan Salihamidzic，2007-11）
- （Tiago Mendes，2007-11）
- （Vincenzo Iaquinta，2007-12）
- （Christian Poulsen，2008-10）
- （Mohamed Sissoko，2008-11）
- （Amauri，2008-11）
- （Martín Cáceres，2009-10，12-16，19）
- （Felipe Melo，2009-11）
- （Fabio Grosso，2009-12）

2010年代
- （Milos Krasic，2010-12）
- （Fabio Quagliarella，2010-14）
- （Simone Pepe，2010-15）
- （Marco Storari，2010-15）
- （Leonardo Bonucci，2010-17，18-23）
- （Emanuele Giaccherini，2011-13）
- （Alessandro Matri，2011-13，15）
- （Mirko Vucinic，2011-14）
- （Arturo Vidal，2011-15）
- （Andrea Pirlo，2011-15）
- （Stephan Lichtsteiner，2011-18）
- （Andrea Barzagli，2011-19）
- （Simone Padoin，2012-16）
- （Paul Pogba，2012-16，22-24）
- （Kwadwo Asamoah，2012-18）
- （Carlos Tévez，2013-15）
- （Fernando Llorente，2013-15）
- （Angelo Ogbonna，2013-15）
- （Roberto Pereyra，2014-16）
- （Álvaro Morata，2014-16，20-22）
- （Patrice Evra，2014-17）
- （Stefano Sturaro，2014-19）
- （Daniele Rugani，2015-）
- 阿瑟·（Arthur Melo，2015-17）
- （Mario Mandžukić，2015-19）
- （Sami Khedira，2015-21）
- 迪巴拉（Paulo Dybala，2015-22）
- （Juan Cuadrado，2015-23）
- （Alex Sandro，2015-24）
- （Medhi Benatia，2016-19）
- （Moise Kean，2016-19，21-24）
- （Miralem Pjanić，2016-20）
- （Gonzalo Higuaín，2016-20）
- （Blaise Matuidi，2017-20）
- （Douglas Costa，2017-20）
- （Mattia De Sciglio，2017-20，21-）
- （Federico Bernardeschi，2017-22）
- （Rodrigo Bentancur，2017-22）
- （Wojciech Szczęsny，2017-24）
- （Mattia Perin，2018-）
- （Nicolò Fagioli，2018-）
- （Cristiano Ronaldo，2018-21）
- （Danilo，2019-25）
- （Matthijs de Ligt，2019-22）
- （Aaron Ramsey，2019-22）
- （Adrien Rabiot，2019-24）

2020年代
- （Weston McKennie，2020-）
- （Dejan Kulusevski，2020-23）
- （Federico Chiesa，2020-24）
- （Manuel Locatelli，2021-）
- （Fabio Miretti，2021-）
- （Dušan Vlahović，2022-）
- （Gleison Bremer，2022-）
- （Filip Kostić，2022-）
- （Federico Gatti，2022-）
- （Arkadiusz Milik，2022-）
- （Andrea Cambiaso，2022-）
- （Kenan Yıldız，2023-）
- （Timothy Weah，2023-）

## 战后历任主教练
| 姓名                                                                | 国籍                | 年份             | 任期荣誉 |
| ------------------------------------------------------------------- | ------------------- | ---------------- | --- |
| 费利切·博雷尔（Felice Borel）                                       | 義大利              | 1945–1946        | |
| 雷纳托·切萨里尼（Renato Cesarini）                                  | 義大利              | 1946–1948        | |
| 威廉·查尔麦斯（William Chalmers）                                   | 蘇格蘭              | 1948–1949        | |
| 杰西·凯尔维尔（Jesse Carver）                                       | 英格兰              | 1949–1951        | 1949–50 甲組聯賽冠军 |
| 路易吉·贝尔托利尼（Luigi Bertolini）                                | 義大利              | 1951(临时主教练) | |
| 乔尔吉·萨罗西（György Sárosi）                                      | 匈牙利              | 1951–1953        | 1951–52 甲組聯賽冠军 |
| 阿尔多·奥利维耶里（Aldo Olivieri）                                  | 義大利              | 1953–1955        | |
| 桑德罗·布波（Sandro Puppo）                                         | 義大利              | 1955–1957        | |
| 吕比萨·布罗西奇（Ljubiša Broćić）                                   | 南斯拉夫            | 1957–1959        | 1957–58 甲組聯賽冠军 1958–59 意大利盃冠军 |
| 特奥巴尔多·德佩特里尼（Teobaldo Depetrini）                         | 義大利              | 1959(临时主教练) | 1958–59 意大利盃冠军 |
| 雷纳托·切萨里尼（Renato Cesarini）                                  | 義大利              | 1959–1961        | 1959–60，1960–61 甲組聯賽冠军 1959–60 意大利盃冠军 |
| 卡罗·帕罗拉（Carlo Parola）                                         | 義大利              | 1961(临时主教练) | 1959–60，1960–61 甲組聯賽冠军 1959–60 意大利盃冠军 |
| 冈纳尔·格林（Gunnar Gren） 尤利乌·科罗斯托莱夫（Július Korostelev） | 瑞典 · 捷克斯洛伐克 | 1961(临时主教练) | |
| 卡罗·帕罗拉（Carlo Parola）                                         | 義大利              | 1961–1962        | |
| 保罗·利马·阿马拉尔（Paulo Lima Amaral）                             | 巴西                | 1962–1964        | |
| 埃拉尔多·蒙泽利奥（Eraldo Monzeglio）                               | 義大利              | 1964(临时主教练) | |
| 赫里贝托·赫雷拉（Heriberto Herrera）                                | 巴拉圭              | 1964–1969        | 1966–67 甲組聯賽冠军 1964–65 意大利盃冠军 |
| 路易斯·卡尔尼里亚（Lùis Carniglia）                                 | 阿根廷              | 1969–1970        | |
| 埃尔科莱·拉比蒂（Ercole Rabitti）                                   | 義大利              | 1970(临时主教练) | |
| 阿尔曼多·皮基（Armando Picchi）                                     | 義大利              | 1970–1971        | |
| 切斯米尔·维克帕莱克（Čestmír Vycpálek）                             | 捷克                | 1971–1974        | 1971–72，1972–73 甲組聯賽冠军 |
| 卡罗·帕罗拉（Carlo Parola）                                         | 義大利              | 1974–1976        | 1974–1975 甲組聯賽冠军 |
| （Giovanni Trapattoni）                                             | 義大利              | 1976–1986        | 1976–77，1977–78，1980–81，1981–82， 1983–84，1985–86 甲組聯賽冠军 1978–79，1982–83 意大利盃冠军 1976–77 冠军 1983–84 冠军 1984–85 歐洲冠軍球會盃冠军 1984 冠军 1985 洲際盃冠军 |
| 里诺·马尔凯希（Rino Marchesi）                                      | 義大利              | 1986–1988        | |
| 甸奴·索夫（Dino Zoff）                                              | 義大利              | 1988–1990        | 1989–90 意大利盃冠军 1989–90 冠军 |
| 路易吉·麦依弗莱迪（Luigi Maifredi）                                 | 義大利              | 1990–1991        | |
| （Giovanni Trapattoni）                                             | 義大利              | 1991–1994        | 1992–93 冠军 |
| （Marcello Lippi）                                                  | 義大利              | 1994–1999        | 1994–95，1996–97，1997–98 甲組聯賽冠军 1994–95 意大利盃冠军 1995，1997 超級盃冠军 1995–96 歐洲冠軍球會盃冠军 1996 冠军 1996 洲際盃冠军                                          |
| （Carlo Ancelotti）                                                 | 義大利              | 1999–2001        | |
| （Marcello Lippi）                                                  | 義大利              | 2001–2004        | 2001–02，2002–03 甲組聯賽冠军 2002，2003 超級盃冠军 |
| （Fabio Capello）                                                   | 義大利              | 2004–2006        | 2004–05，2005–06 甲組聯賽冠军（被剥夺） |
| （Didier Deschamps）                                                | 法國                | 2006–2007        | 2006–07 乙組聯賽冠军 |
| 吉安卡里奥.科拉迪尼（Giancarlo Corradini）                          | 義大利              | 2007(临时主教练) | 2006–07 乙組聯賽冠军 |
| （Claudio Ranieri）                                                 | 義大利              | 2007–2009        | |
| 西罗·费拉拉（Ciro Ferrara）                                         | 義大利              | 2009–2010        | |
| 阿尔伯托·扎切洛尼（Alberto Zaccheroni）                             | 義大利              | 2010             | |
| （Luigi Delneri）                                                   | 義大利              | 2010–2011        | |
| （Antonio Conte）                                                   | 義大利              | 2011–2014        | 2011–12，2012–13，2013–14 甲組聯賽冠军 2012，2013 超級盃冠軍 |
| （Massimiliano Allegri）                                            | 義大利              | 2014–2019        | 2014–15，2015–16，2016–17，2017–18， 2018–19 甲組聯賽冠军 2014–15，2015–16，2016–17，2017–18 義大利盃冠军 2015，2018 超級盃冠軍                                                 |
| 毛里齊奧·薩里 （Maurizio Sarri）                                    | 義大利              | 2019–2020        | 2019–20 甲組聯賽冠軍 |
| 安德烈亞·皮爾洛 （Andrea Pirlo）                                    | 義大利              | 2020–2021        | 2020–21義大利盃冠軍 |
| （Massimiliano Allegri）                                            | 義大利              | 2021–2024        | 2023–24義大利盃冠軍 |
| 蒂亞戈·莫塔（Thiago Motta）                                         | 義大利              | 2024–2025        | |
| 伊格爾·圖多爾（Igor Tudor）                                         | 克罗地亚            | 2025–            | |

## 球隊文化

### 队徽
傳統上，尤文圖斯队徽主要由黑、白、金三色构成，队徽呈椭圆形，采用黑白間条设计，队徽中有一只公牛（來源於都靈市的徽章）。
2017年，球隊啟用了新隊徽，其顛覆傳統，抛开了間条、公牛等元素，採用平面化的风格，言簡意賅，分別是一個大寫和小寫的字母「J」。俱樂部官方並未給出新隊徽的具體設計含義，義大利媒體分析大寫的字母「J」代表著球隊的名字「JUVENTUS」，小寫的「j」則代表尤文圖斯將更貼近年輕一代，支持「老婦人」的不應該只是老一代球迷。在意甲聯賽，冠軍的標志是「小盾牌」，意甲絕大多數球隊的隊徽都采用了盾牌的樣式。尤文圖斯的新隊徽看起來也像是一個盾牌的輪廓，體現球隊對冠軍和勝利的執著。2020年，隊徽在原來的基礎上進行了微調，球隊的名字「JUVENTUS」不再保留。

尤文圖斯队徽
(1990-2004)
(2004-2017)
(2017-2020)
(2020-)

### 队歌
尤文图斯隊歌為《Storia Di Un Grande Amore》。

## 球队记录

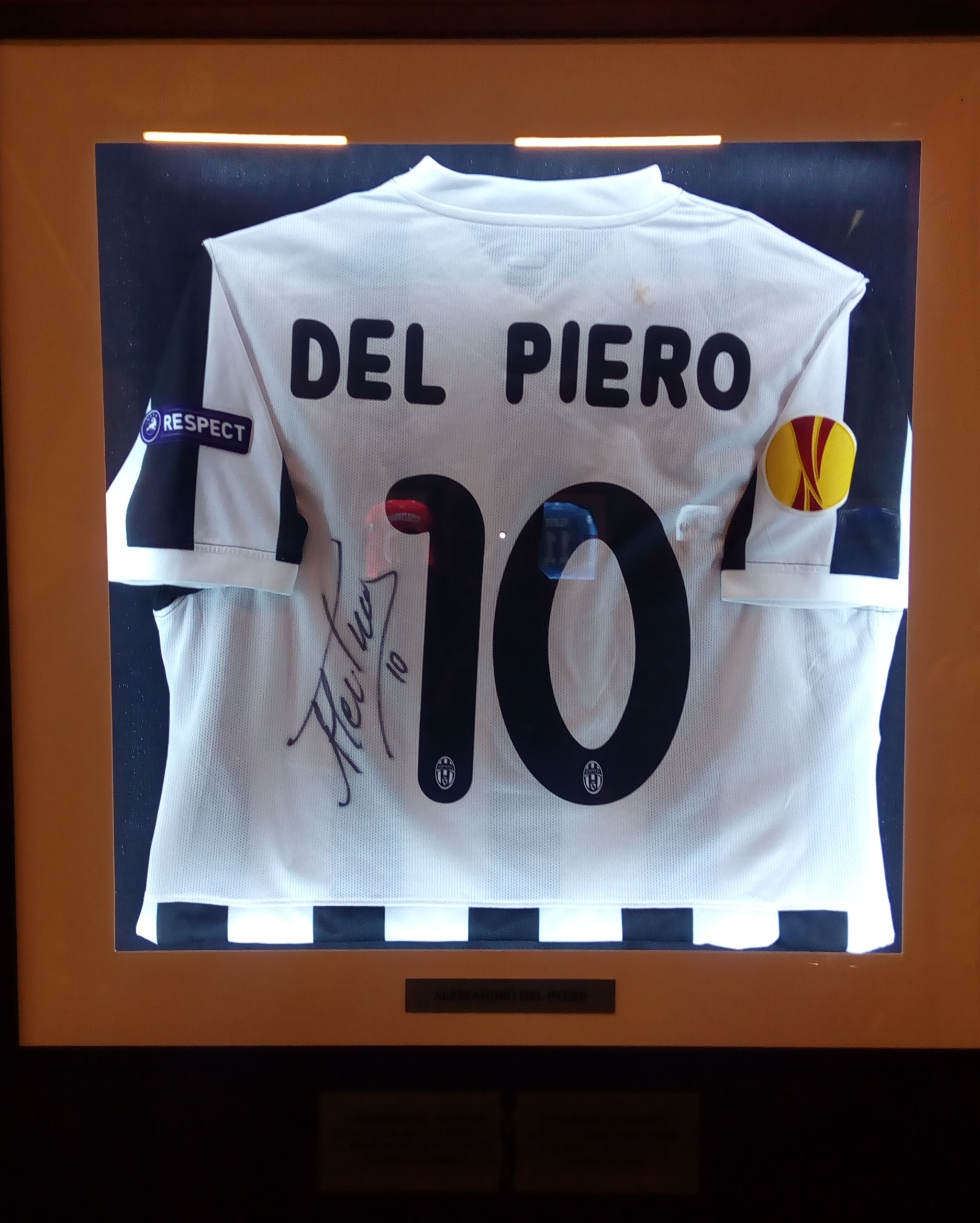
皮耶罗的10號戰衣，其為球隊出场最多的球员，共達705場

尤文圖斯球衣上的三顆金星代表球會已经獲得了30次以上的意甲冠軍，也是意甲唯一一個擁有三顆金星的球會。
尤文圖斯是米蘭证券交易市場的上市俱樂部，他們將保羅·博格巴出售給曼聯時，轉會費打破世界紀錄，為8970萬英鎊，外加430萬英鎊特別條款，這是當時世界足壇轉會費最貴的一筆轉會。尤文圖斯目前最高轉會費的紀錄保持者為現任葡萄牙國家足球隊隊長。
- 积分最多的赛季(Most points in a season)：102分（2013--14赛季33胜3平2负，三分制）、62分（1949--50赛季28胜6平4负，两分制）
- 主场获胜最悬殊比赛(Largest victory)：1961年4月16日对国际米兰，9比1。
- 客场获胜最悬殊比赛(Largest away victory)：1950年9月10日对柏迪亞（Pro Patria），7比0。
- 主场失利最悬殊比赛(Biggest home defeat)：1950年2月5日对AC米蘭，1比7。
- 客场失利最悬殊比赛(Biggest defeat)：1954年4月4日对国际米兰，0比6。
- 获胜场次最多的赛季(Most victories in a season)：2013--14赛季（冠軍），共33场。
- 平局场次最少的赛季(Fewest draws in a season)：2013--2014赛季（冠軍），共3场。
- 平局场次最多的赛季(Most draws in a season)：1955--56赛季（第9名），共17场。
- 失利场次最少的赛季(Fewest defeats in a season)：2011--12赛季（冠軍），沒有失利。
- 失利场次最多的赛季(Most defeats in a season)：1961--62赛季（第12名），共15场。
- 进球最多的赛季(Most goals scored in a season)：1950--51赛季（季軍），38场比赛共进103球。
- 进球最少的赛季(Fewest goals scored in a season)：1938--39赛季（第8名），30场比赛只进28球。
- 失球最少的赛季(Fewest goals against in a season)：1981--82赛季（冠軍），30场比赛只失14球。
- 失球最多的赛季(Most goals against in a season)：1961--62赛季，34场比赛共失56球。
- 连续不失球时间最长(Longest period without conceding a goal)：詹路易吉·布馮，2016年1月10日至2016年3月20日，974分钟。
- 连胜场次最多(Longest winning streak)：2004--05赛季第38轮至2005--06赛季第9轮，共10场。
- 单赛季连胜场次最多(Longest winning streak in a season)：1931--32赛季（冠軍）第24--33轮，共10场。
- 连续不败场次最多(Longest unbeaten run)：2010--11赛季第38轮至12--13赛季第10轮，共49场。
- 单赛季连续不败场次最多(Longest unbeaten run in a season)：2011--12赛季第1--38轮，共38场。
- 连续不胜场次最多(Longest winless streak)：1955--56赛季第18--30轮，共13场。
- 连败场次最多(Longest sequence of defeats)：1961--62赛季第28--34轮，共7场。
- 进球最多的球员(Top scorer)：亞歷山德羅·德爾·皮耶羅，705场进290球。
- 联赛进球最多的球员(Serie A/B top scorer)：亞歷山德羅·德爾·皮耶羅，513场进208球。
- 出场最多的球员(Most appearances)：亞歷山德羅·德爾·皮耶羅，705场。
- 联赛出场最多的球员(Most Serie A/B appearances)：亞歷山德羅·德爾·皮耶羅，513场。
- 甲組联赛出场最多的球员(Most Serie A appearances)：亞歷山德羅·德爾·皮耶羅，478场。
- 参加欧洲赛事最多的球员(Most European appearances)：亞歷山德羅·德爾·皮耶羅、詹路易吉·布馮，124场。
- 参加国际比赛最多的球员(Most appearances with Italy)：詹路易吉·布馮，176场。
- 任职时间最长的教练(Most appearances for a manager)：吉奥瓦尼·特拉帕托尼，596场（1976--86赛季、91--94赛季）。

## 球衣和贊助商
| 年份      | 球衣   | 贊助商                                 |
| --------- | ------ | -------------------------------------- |
| 1979–1989 | Kappa  | Ariston                                |
| 1989–1992 | Kappa  | UPIM                                   |
| 1992–1995 | Kappa  | Danone                                 |
| 1995–1998 | Kappa  | Sony                                   |
| 1998–1999 | Kappa  | D+Libertà digitale/Tele+               |
| 1999–2000 | Kappa  | CanalSatellite/D+Libertà digitale/Sony |
| 2000–2001 | Lotto  | Sportal.com/Tele+                      |
| 2001–2002 | Lotto  | Fastweb/Tu Mobile                      |
| 2002–2003 | Lotto  | Fastweb/Tamoil                         |
| 2003–2004 | Nike   | Fastweb/Tamoil                         |
| 2004–2005 | Nike   | Sky Sport/Tamoil                       |
| 2005–2007 | Nike   | Tamoil                                 |
| 2007–2010 | Nike   | FIAT (New Holland)                     |
| 2010–2012 | Nike   | BetClic                                |
| 2012–2015 | Nike   | Jeep                                   |
| 2015–2017 | Adidas | Jeep                                   |
| 2017–2022 | Adidas | Jeep                                   |
| 2022–2023 | Adidas | Jeep                                   |
| 2023–2024 | Adidas | Jeep                                   |

## 外部連結
- 尤文图斯官方網站（中、意、英、印尼、日、西、阿拉伯语。） （页面存档备份，存于）
- 尤文图斯官方新浪微博 （页面存档备份，存于）
- 尤文图斯官方脸书 （页面存档备份，存于）
- 尤文图斯官方推特 （页面存档备份，存于）
- 尤文图斯官方YouTube （页面存档备份，存于）
- 尤文图斯官方Instagram （页面存档备份，存于）
- 尤文图斯官方Google+ （页面存档备份，存于）